# 帕西安-迪普拉托
帕西安-迪普拉托（義大利語：Pasian di Prato），是意大利弗留利-威尼斯朱利亚大区乌迪内省的一个市镇。总面积15.88平方公里，人口9264人，人口密度583.4人/平方公里（2009年）。ISTAT代码为030072。